# 15
Évszázadok: i. e. 1. század – 1. század – 2. század
Évtizedek: i. e. 30-as évek – i. e. 20-as évek – i. e. 10-es évek – i. e. 1-es évek – 1-es évek – 10-es évek – 20-as évek – 30-as évek – 40-es évek – 50-es évek – 60-as évek
Évek: 10 – 11 – 12 – 13 –  14 – 15 – 16 – 17 – 18 – 19 – 20

## Események

### Római Birodalom
- Drusus Iulius Caesart és Caius Norbanus Flaccust (helyettese Marcus Junius Silanus) választják consulnak.
- Germanicus folytatja germániai hadjáratát. Elpusztítja a chattus törzs fővárosát, Mattiumot.
- A heruszkok egyik törzsfője, Segestes Arminius (aki öt évvel korábban a heruszkok élére állt, szövetkezett a többi törzzsel és súlyos vereséget mért a rómaiakra a Teutoburgi erdőben; Germanicus most ezt jött mmegbosszulni) ellen fordul. Arminius korábban Segestes lányát, Thusneldát elrabolta és erőszakkal a feleségévé tette. Segestest ostrom alá veszik erődjében, mire Germanicustól kér segítséget és a rómaiak elűzik az ostromlókat. Segestes átadja a rómaiaknak a terhes Thusneldát, akit Rómába szállítanak és majd Germanicus diadalmenetében vonultatják fel.
- Germanicus egyik alvezére, Lucius Stertinius legyőzi a bructerusokat és megtalálja a teutoburgi csatában megsemmisült Legio XVIII hadijelvényét.
- Germanicus nyár végén eljut a teutoburgi csata színhelyére és eltemeti a római katonák maradványait. Miután Arminius csapdába csalja és legyőzi lovasságát, Germanicus visszavonul a Rajna mögé, de utasítja Aulus Caecina Severust, hogy a következő évi hadjárathoz négy légióval javítsa ki a Rajna és Ems közötti mocsárvidéken átvezető pallórendszert, a "pontes longi"-t.
- Arminius megtámadja a mocsárban rekedt Caecinát. Több napos küzdelem után a rómaiaknak sikerül egyesíteni erőiket és védekezésre állnak be a táborukban. Arminiusnak nem sikerül meggyőznie a többi törzsfőt, hogy engedjék visszavonulni a rómaiakat és aztán a táboron kívül, nyílt terepen kerítsék be őket. Másnap hajnalban a germánok megtámadják a tábort, de visszaverik őket; a rómaiaknak súlyos veszteségek árán, de sikerül rendezetten elvonulniuk.
- Lucius Aelius Lamiát nevezik ki Africa helytartójává, ahol az előző év óta tartanak a lázongások. Júdea, Szamária és Idumea élére Valerius Gratust nevezik ki.
- Rómában a Tiberis áradása elsodorja a pons Aemilius hidat.
- Odessus városát (ma Várna) Moesia provinciához csatolják.

## Születések
- szeptember 24. – Vitellius római császár
- november 6. – Agrippina Minor, Germanicus lánya, Claudius császár felesége
- Lollia Paulina, Caligula császár felesége

## Halálozások
- Marcus Vitruvius Pollio római építész (hozzávetőleges időpont)

## Fordítás
- Ez a szócikk részben vagy egészben  a(z)   15 című német Wikipédia-szócikk ezen változatának fordításán alapul.  Az eredeti cikk szerkesztőit annak laptörténete sorolja fel. Ez a jelzés csupán a megfogalmazás eredetét és a szerzői jogokat jelzi, nem szolgál a cikkben szereplő információk forrásmegjelöléseként.